# Tour del Doubs
El Tour del Doubs (en francès Tour du Doubs) és una cursa ciclista d'un sol dia que es disputa al Departament del Doubs, a França. La primera edició es disputà el 1934. Entre 1940 i 1947, per culpa de la Segona Guerra Mundial i entre 1955 i 1998 la cursa deixà de disputar-se. Actualment la cursa forma part de l'UCI Europe Tour, amb una categoria 1.1. Des del 2010 la cursa forma part de la Copa de França de ciclisme.

## Palmarès
| Any                                   | Vencedor            | Segon               | Tercer                   |
| ------------------------------------- | ------------------- | ------------------- | ------------------------ |
| 1934                                  | René Debenne        | Louis Vincent       | Maurits Oplinus          |
| 1935                                  | Louis Thiétard      | Manuel Garcia       | Alfredo Malmesi          |
| 1936                                  | Manuel Garcia       | Alphonse Antoine    | Paul Giguet              |
| 1937                                  | Guillaume Chavard   | Rafael Ramos Pérez  | Joseph Vuillemin         |
| 1938                                  | Aldo Bertocco       | Louis Thiétard      | Marius Boeuf             |
| 1939                                  | Alphonse Antoine    | Paul Rossier        | René Stroebel            |
| 1940-1947 No disputat                 |                     |                     |                          |
| 1948                                  | Jean de Gribaldy    | Adolphe Deledda     | Robert Nicollet          |
| 1949                                  | Adolphe Deledda     | Georges Ramoulux    | Jean-Baptiste Verpoorten |
| 1950                                  | Robert Vanderstockt | Jean Bozec          | Hugues Guelpa            |
| 1951                                  | Pino Cerami         | Pierre Baratin      | Robert Vanderstockt      |
| 1952                                  | Gilbert Bauvin      | Alexandre Sowa      | Roger Rosselle           |
| 1953                                  | Alexandre Sowa      | Jean Tissier        | Louis Gauthier           |
| 1954                                  | Gaby Faille         | Alexandre Sowa      | Maurice Houillon         |
| 1955-1992 No disputat o no documentat |                     |                     |                          |
| 1993                                  | Gil Besseyre        | Patrick Vallet      | Jean-Yves Duzellier      |
| 1994-1998 No disputat o no documentat |                     |                     |                          |
| 1999                                  | Jerôme Gannat       | Jérémy Dérangère    | Pierre Ackermann         |
| 2000                                  | Vladimir Miholjević | Dominique Rault     | Pierre Bourquenoud       |
| 2001                                  | Eddy Lembo          | Bert De Waele       | Pierre Ackermann         |
| 2002                                  | Frédéric Finot      | Pierre Bourquenoud  | Pierrick Fédrigo         |
| 2003                                  | Bert De Waele       | Janek Tombak        | Frédéric Bessy           |
| 2004                                  | Matthieu Sprick     | Hayden Roulston     | Bert De Waele            |
| 2005                                  | Philip Deignan      | Yann Pivois         | Mark Scanlon             |
| 2006                                  | Yoann Le Boulanger  | Mickaël Buffaz      | Frédéric Finot           |
| 2007                                  | Vincent Jérôme      | Pierre Rolland      | Sébastien Duret          |
| 2008                                  | Anthony Geslin      | Christophe Kern     | Vincent Jérôme           |
| 2009                                  | Yann Huguet         | Julien Mazet        | Guillaume Levarlet       |
| 2010                                  | Jérôme Coppel       | Jonathan Hivert     | Leonardo Fabio Duque     |
| 2011                                  | Arthur Vichot       | Romain Hardy        | Julien Bérard            |
| 2012                                  | Jérôme Coppel       | Sylvain Georges     | Jean-Marc Bideau         |
| 2013                                  | Aleksejs Saramotins | Thomas Voeckler     | Vegard Stake Laengen     |
| 2014                                  | Rein Taaramäe       | Angélo Tulik        | Pierre-Luc Périchon      |
| 2015                                  | Eduardo Sepúlveda   | Julien Loubet       | Rudy Molard              |
| 2016                                  | Samuel Dumoulin     | Baptiste Planckaert | Thibault Ferasse         |
| 2017                                  | Romain Hardy        | Flavien Dassonville | Quentin Jauregui         |
| 2018                                  | Julien Simon        | Ignatas Konovalovas | Rein Taaramäe            |
| 2019                                  | Stefan Küng         | Franck Bonnamour    | Guillaume Martin         |
| 2020                                  | Loïc Vliegen        | Biniam Girmay       | Aurélien Paret-Peintre   |
| 2021                                  | Dorian Godon        | Biniam Girmay       | Tom Paquot               |
| 2022                                  | Valentin Madouas    | Mathieu Burgaudeau  | Matis Louvel             |
| 2023                                  | Jesús Herrada López | Thibaut Pinot       | Nans Peters              |
| 2024                                  | Lenny Martinez      | Clément Berthet     | José Manuel Díaz Gallego |
| 2025                                  |                     |                     |                          |